# Tranquillity
Tranquillity és una concentració de població designada pel cens dels Estats Units a l'estat de Califòrnia. Segons el cens del 2000 tenia 813 habitants.

## Demografia
Segons el cens del 2000, Tranquillity tenia 813 habitants, 236 habitatges, i 193 famílies. La densitat de població era de 498,3 habitants/km².
Dels 236 habitatges en un 44,5% hi vivien nens de menys de 18 anys, en un 66,5% hi vivien parelles casades, en un 10,2% dones solteres, i en un 17,8% no eren unitats familiars. En el 15,7% dels habitatges hi vivien persones soles el 7,6% de les quals corresponia a persones de 65 anys o més que vivien soles. El nombre mitjà de persones vivint en cada habitatge era de 3,44 i el nombre mitjà de persones que vivien en cada família era de 3,82.
Per edats la població es repartia de la següent manera: un 33,6% tenia menys de 18 anys, un 9,6% entre 18 i 24, un 25,6% entre 25 i 44, un 21,9% de 45 a 60 i un 9,3% 65 anys o més.
L'edat mediana era de 30 anys. Per cada 100 dones de 18 o més anys hi havia 101,5 homes.
La renda mediana per habitatge era de 42.857 $ i la renda mediana per família de 60.208 $. Els homes tenien una renda mediana de 29.250 $ mentre que les dones 17.222 $. La renda per capita de la població era de 13.128 $. Entorn del 12,2% de les famílies i el 7,9% de la població estaven per davall del llindar de pobresa.

## Poblacions properes
El següent diagrama mostra les poblacions més properes.